# 安藤勢津子
安藤勢津子（あんどうせつこ）は、日本のインテリアデザイナー、プロダクトデザイナー。東京都出身。日建スペースデザイン在籍。

## 来歴
日本大学芸術学部美術科出身。1983年に日建設計を経て、1994年より日建スペースデザイン。

## 代表作品
- THE ROPPONGI TOKYO（2012 International Design Awards,INTERIOR DESIGN of the  * YEAR 12／2012 インテリアプランニングアワード入選）
- ホテルニューオータニ本館改修（2010 第19回BELCA賞ベストリフォーム部門）
- イヨベ工芸　パブリック家具メタコルソ（2004 グッドデザイン賞）
- すみだトリフォニーホール（1998 北米照明学会賞佳作）
- INAX　洋便器、小便器（1998 グッドデザイン賞）
- INAX　手洗い洗面器（1997 グッドデザイン賞）